# Državna cesta D525
D525 je državna cesta u Hrvatskoj. Ukupna duljina iznosi 25,6 km.